# Hans-Peter Jakst
Hans-Peter Jakst (né le 23 juillet 1954 à Osnabrück) est un coureur cycliste allemand. Professionnel de 1977 à 1983, il a été champion d'Allemagne de l'Ouest sur route en 1979. Il a participé aux Jeux olympiques d'été de 1976 à Montréal, où il s'est classé quatrième du contre-la-montre par équipes et 37e de la course en ligne.

## Palmarès
- 1975
  - Prologue du Tour de Rhénanie-Palatinat
  - 3e du championnat du monde sur route des militaires
- 1976
  - Prologue du GP Guillaume Tell (contre-la-montre par équipes)
  - 4e du contre-la-montre par équipes des Jeux olympiques
- 1978
  - 3e du championnat d'Allemagne de l'Ouest sur route
- 1979
  -  Champion d'Allemagne de l'Ouest sur route
  - 2e du Circuit du Brabant occidental
  - 3e du Circuit des Ardennes flamandes - Ichtegem
  - 3e du Coca-Cola Trophy
- 1980
  - Grand Prix d'Aix-en-Provence

## Résultats sur les grands tours

### Tour de France
- 1980 : 62e

### Tour d'Italie
- 1977 : 120e
- 1978 : 83e
- 1981 : 100e